# Lotus oblongifolius
Lotus oblongifolius là một loài thực vật có hoa trong họ Đậu có tên thông dụng là streambank bird's-foot trefoil. Nó là loài bản địa của western North America from Oregon to northern Mexico. Nó là loài đặc hữu của Sierra Nevada, Tulare County, California.

## Hình ảnh

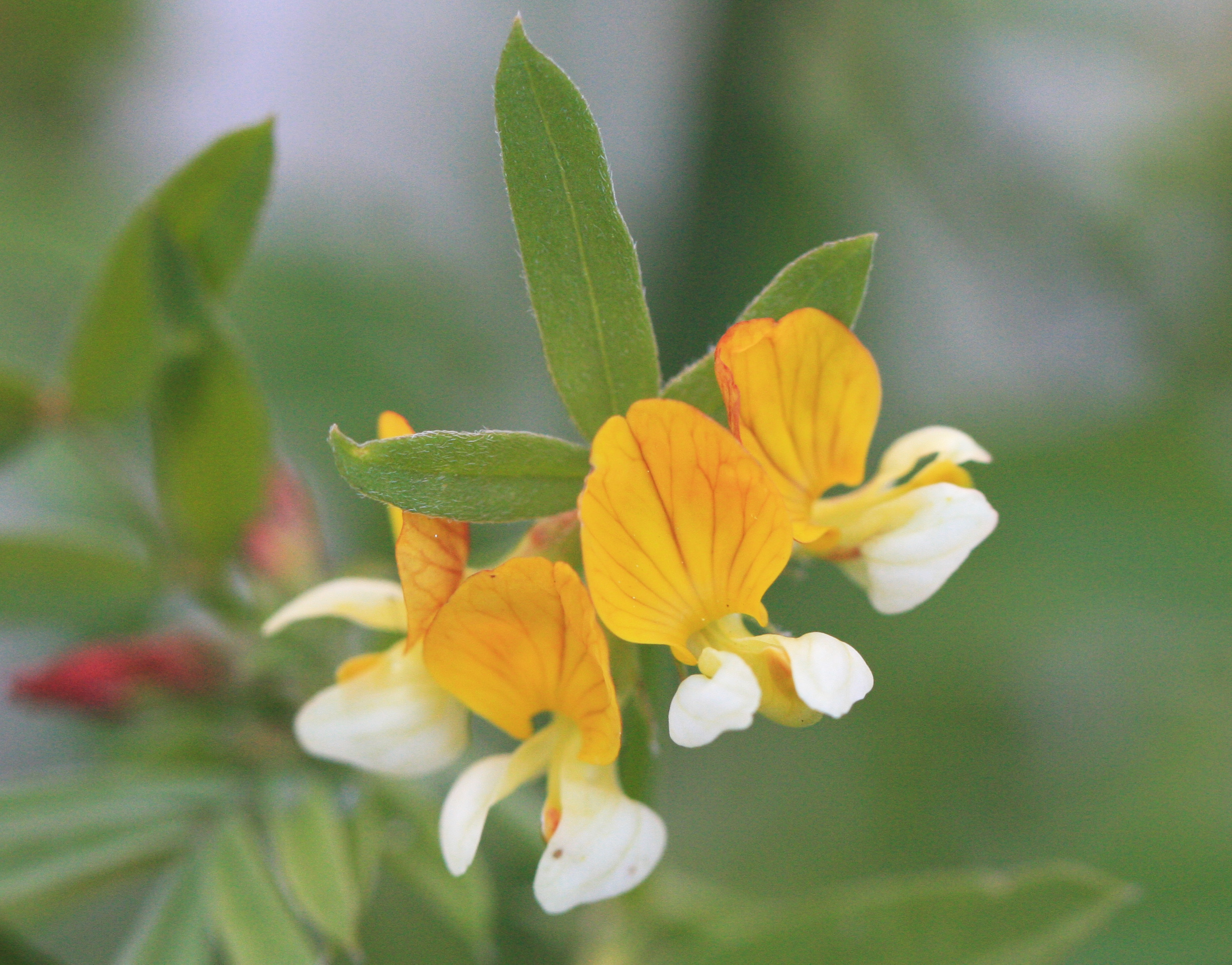
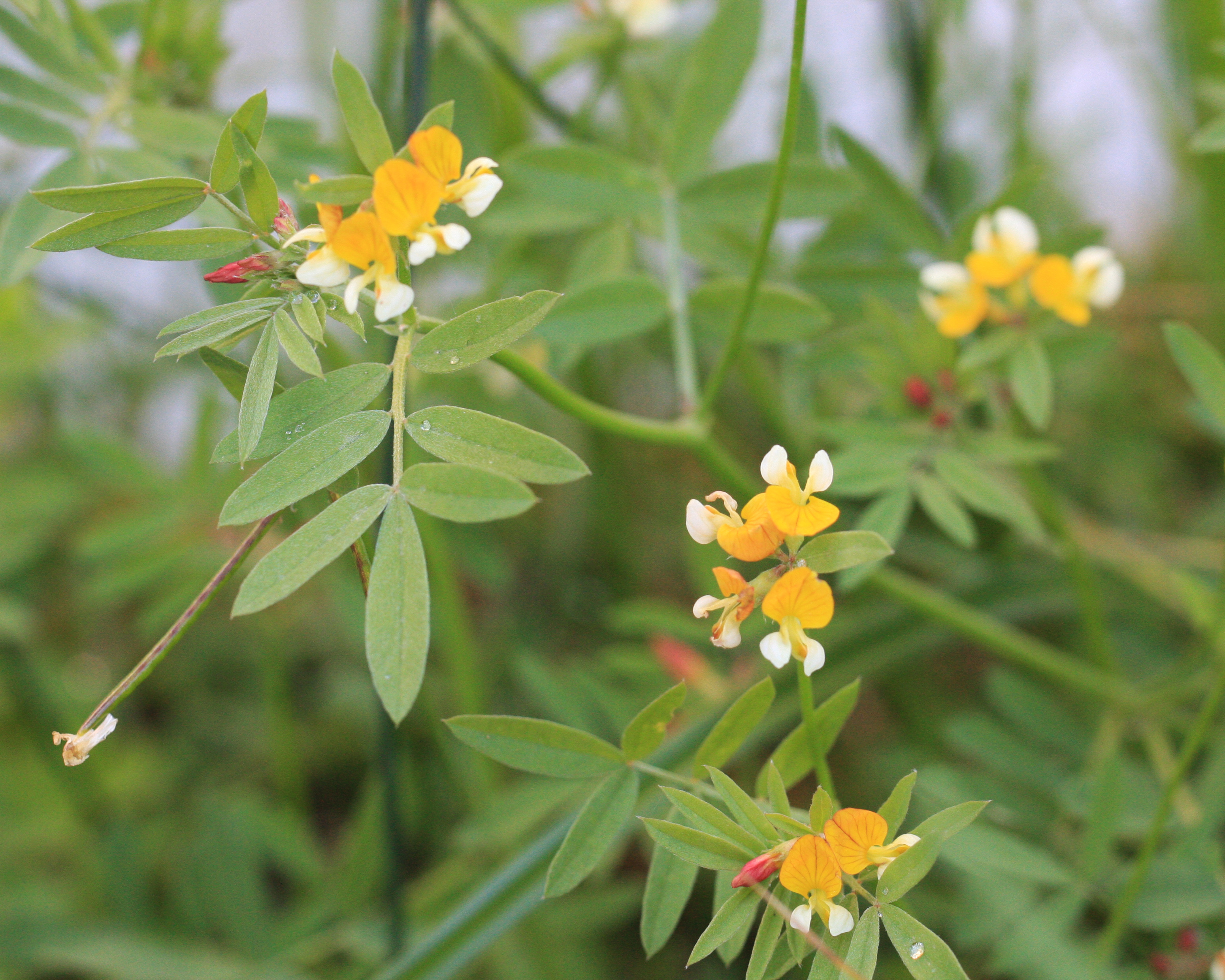